# Epiprinus
Epiprinus é um género botânico pertencente à família Euphorbiaceae.
Plantas distribuídas desde Assam até o oeste da Malesia.

## Espécies
Composto por sete espécies:
| - Epiprinus balansae - Epiprinus hainanensis - Epiprinus lanceifolius - Epiprinus malayanus | - Epiprinus mallotiformis - Epiprinus poilanei - Epiprinus siletianus |

## Nome e referências
Epiprinus Griff.